# مقاطعة لامور (داكوتا الشمالية)
لامور (بالإنجليزية: LaMoure)‏ هي إحدى مقاطعات ولاية داكوتا الشمالية في الولايات المتحدة الأمريكية.